# Абузаров, Яшар Исмаил оглы
Яшар Исмаил оглы Абузаров (азерб. Abuzərov Yaşar İsmayıl oğlu; род. 9 сентября 1977, Баку) — азербайджанский футболист, полузащитник.

## Клубная карьера
В 1994 году в возрасте 17 лет Абузаров дебютировал в составе клуба «Хазри Бузовна».
В 1995—2000 годах Абузаров играл за «Бакы Фэхлэси», в 2000 году переименованный в «АНС Пивани». Перед началом сезона 2000/01 команда из-за финансовых проблем была расформирована, а Абузаров перебрался в клуб «Динамо-Бакылы».
Сезон 2001/02 Абузаров провёл в бакинском «Умиде», а с 2003 года снова был в составе ФК «Баку». В 2006 году он перешёл в бакинский «Олимпик».
В середине сезона 2008/09 Абузаров перешёл в клуб премьер-лиги Азербайджана «Габала» из одноимённого города. За «Габалу» он выступал до 2013 года, после чего завершил карьеру.

## Достижения
- Чемпион Азербайджана: 2005/06